# 因島運動公園
因島運動公園（いんのしまうんどうこうえん）は、広島県尾道市因島の運動公園である。ナイター設備を備えた多目的球技場、12面のテニスコートが設けられている。

## 所在地
- 広島県尾道市因島重井町4749番地
- 因島北インターチェンジから車で約5分
- 因島南インターチェンジから車で約10分
- 山陽本線尾道駅からバスで30分

## 歴史
1996年のひろしま国体ではソフトテニスの会場となった。
戦後65周年因島空襲記念日を記念した2010年7月28日の空襲記念日には原田真二のコンサートが開催され、この日のために作詞作曲された「アイランド・オブ・ピース因島」などが歌われた。また2024年9月1日にはポルノグラフィティがコンサートを開催した。
しなまみ海道のサイクリングイベントの尾道側起点として使用される事が多い。